# Saint-Martin-de-Bienfaite-la-Cressonnière
Saint-Martin-de-Bienfaite-la-Cressonnière ist eine französische Gemeinde mit 530 Einwohnern (Stand 1. Januar 2022) im Département Calvados in der Region Normandie; sie gehört zum Arrondissement Lisieux und zum Kanton Livarot-Pays-d’Auge.

## Geschichte
Bienfaite (so der mittelalterliche Name) war ein normannisches Lehen, das sich im 11. und 12. Jahrhundert im Besitz der Familie Clare, einer Nebenlinie der Rolloniden befand. Bedeutendster Besitzer war Richard de Bienfaite († 1090), der zeitweise Regent Englands war. Ende des 12. Jahrhunderts gelangte Bienfaite durch Heirat an William Marshal, 3. Earl of Pembroke. Bei der Eroberung der Normandie durch König Philipp II. Augustus kam es 1204 an Frankreich.

## Bevölkerungsentwicklung
- 1962: 469
- 1968: 514
- 1975: 518
- 1982: 594
- 1990: 477
- 1999: 443
- 2007: 479

## Sehenswürdigkeiten
- Kirche Saint-Martin de Saint-Martin-de-Bienfaite (15. Jh.)
- Kirche Notre-Dame de La Cressonnière (16. Jh.)
- Château de Bienfaite (15. Jh.)
- Château de La Cressonnière (19. Jh.)

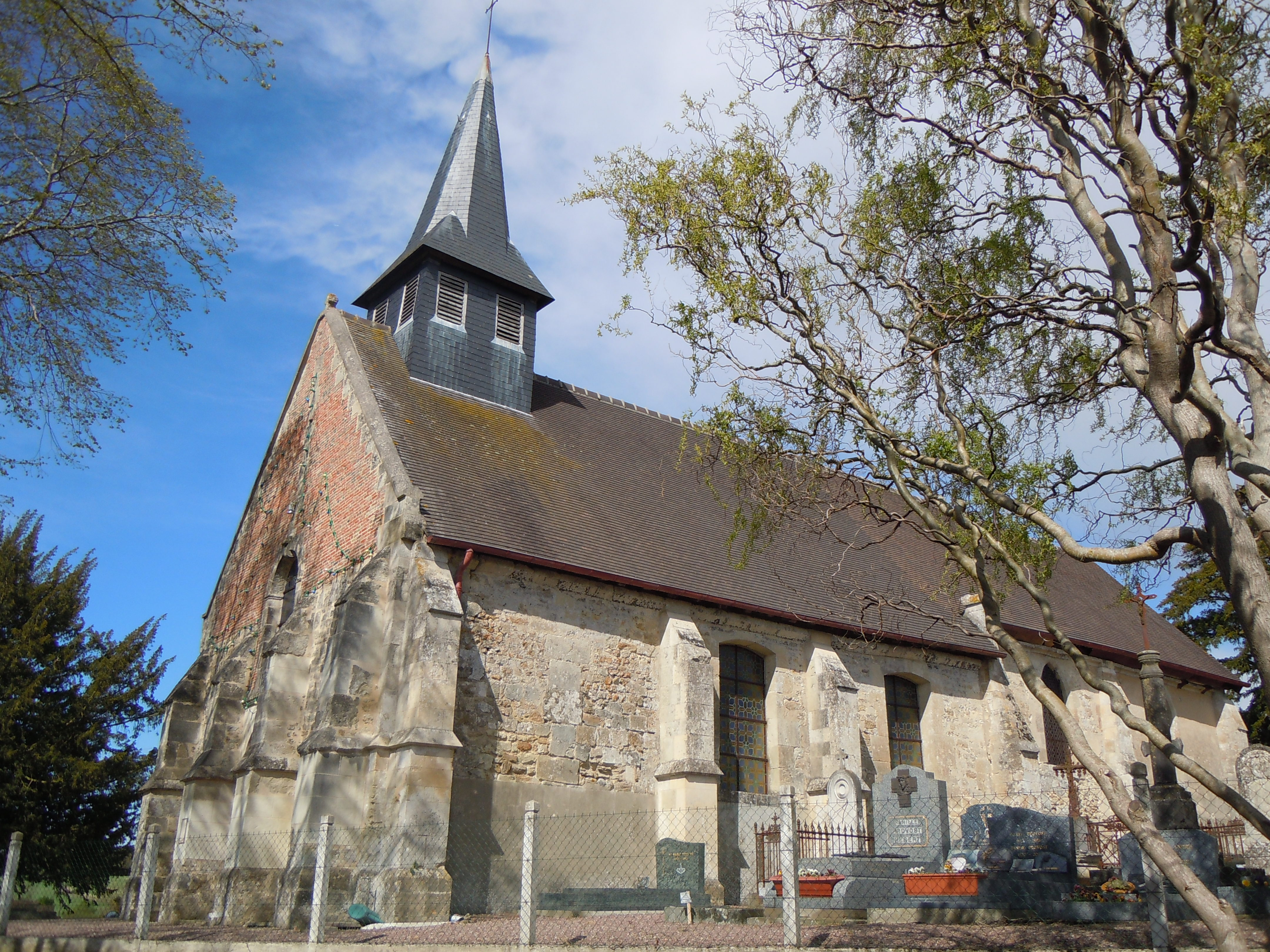
Kirche Saint-Martin
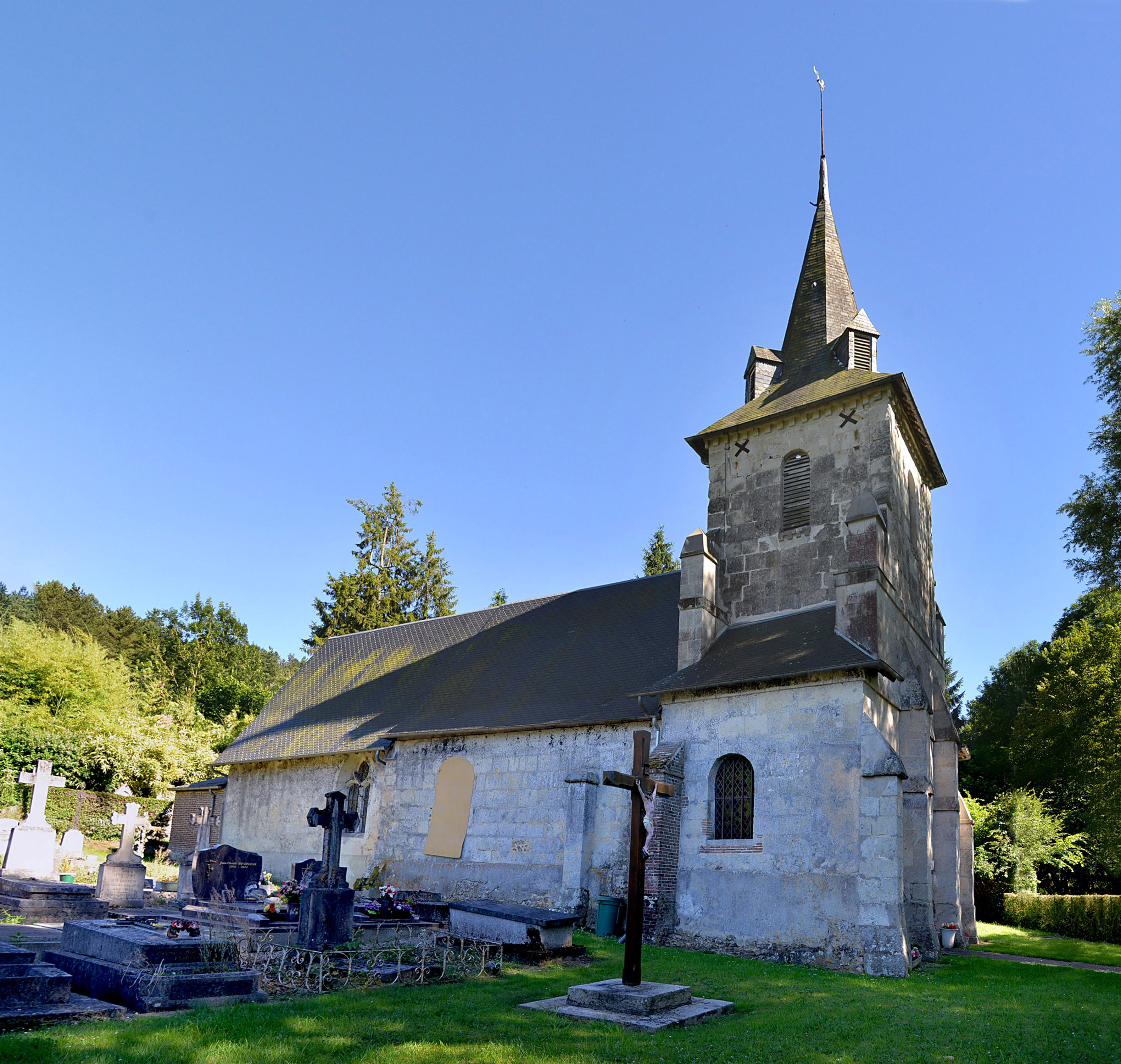
Kirche Nativité-de-Notre-Dame

## Persönlichkeiten
- Richard de Bienfaite (vor 1035–1090), anglonormannischer Baron